# Euproctis haemodetes
Euproctis haemodetes är en fjärilsart som beskrevs av George Francis Hampson 1905. Euproctis haemodetes ingår i släktet Euproctis och familjen tofsspinnare. Inga underarter finns listade i Catalogue of Life.